# Stolno (województwo warmińsko-mazurskie)
Stolno (niem. Stollen) – osada w Polsce położona w województwie warmińsko-mazurskim, w powiecie ostródzkim, w gminie Miłakowo.
W latach 1975–1998 miejscowość położona była w województwie olsztyńskim.
W miejscowości działało Państwowe Gospodarstwo Rolne Stolno.
Wieś wzmiankowana w dokumentach z roku 1521, jako dwór szlachecki na 16 włókach. W roku 1782 we wsi odnotowano 12 domów (dymów), natomiast w 1858 w 6 gospodarstwach domowych było 81 mieszkańców. W latach 1937–39 było 304 mieszkańców. 
Dobra rycerskie w Stolnie od 1445 r. do 1945 r. należały do rodziny von Kuenheim. 

## Zabytki
Do wojewódzkiego rejestru zabytków wpisane są obiekty:
- zespół pałacowy, XIX:
  - pałac późnoklasycystyczny, wzniesiono w drugiej poł. XIX w. Murowany z cegły, otynkowany, jednokondygnacyjny z płytkim obustronnym ryzalitem. W ryzalicie frontowym trójarkadowa loggia. Naroża ryzalitu i kondygnacji wykończone wysokimi sterczynami o przekroju kwadratu. Obecnie odnowiony. Własność prywatna.
  - park

W roku 1973 jako majątek Stolno należało do powiatu morąskiego, gmina i poczta Miłakowo.